# چیلی‌داگ
چیلی‌داگ نوعی هات‌داگ است که با ریختن چیلی کان کارنه (معمولاً بدون لوبیا) بر رویش سرو می‌شود. معمولاً مواد دیگری مانند پنیر، پیاز یا خردل نیز به آن اضافه می‌شود. یک نوع معروف از چیلی‌داگ، هات‌داگ جزیره کانی است که بر خلاف نامش از میشیگان آمده نه بروکلین. هات‌داگ کانی هات‌داگی است که بر رویش چیلی، پیاز و خردل ریخته شده باشد. هات‌داگی میشیگانی و هات‌داگی تگزاسی نیز انواع دیگری از چیلی‌داگ هستند.

## همچنین بنگرید به
- چیلی‌برگر